# 肖文交
肖文交（1967年12月—），湖南涟源人，中国沉积大地构造学家，中国科学院院士，中国科学院新疆生态与地理研究所研究员，主要从事板块构造、构造地质学等方面的研究。

## 生平
1989年，毕业于长春地质学院地质学专业，获学士学位。
1992年，毕业于中国地质大学（北京）构造地质学专业，获硕士学位。
1995年，毕业于中国科学院地质研究所沉积学专业，获博士学位

## 荣誉获奖
国家百千万人才工程
国家自然科学奖二等奖
国家首批万人计划科技创新领军人才
中华人民共和国国务院政府特殊津贴
2019年当选为中国科学院院士